# ジョーヌ
ジョーヌ （Geaune、ガスコーニュ語:Gèuna）は、フランス、ヌーヴェル＝アキテーヌ地域圏、ランド県のコミューン。

## 地理
コミューンは、テュルサンワインを生産するテュルサンのテロワール内にある。
ギャバ川の右側支流であるル・バ川がコミューン内を横断する。

## 歴史

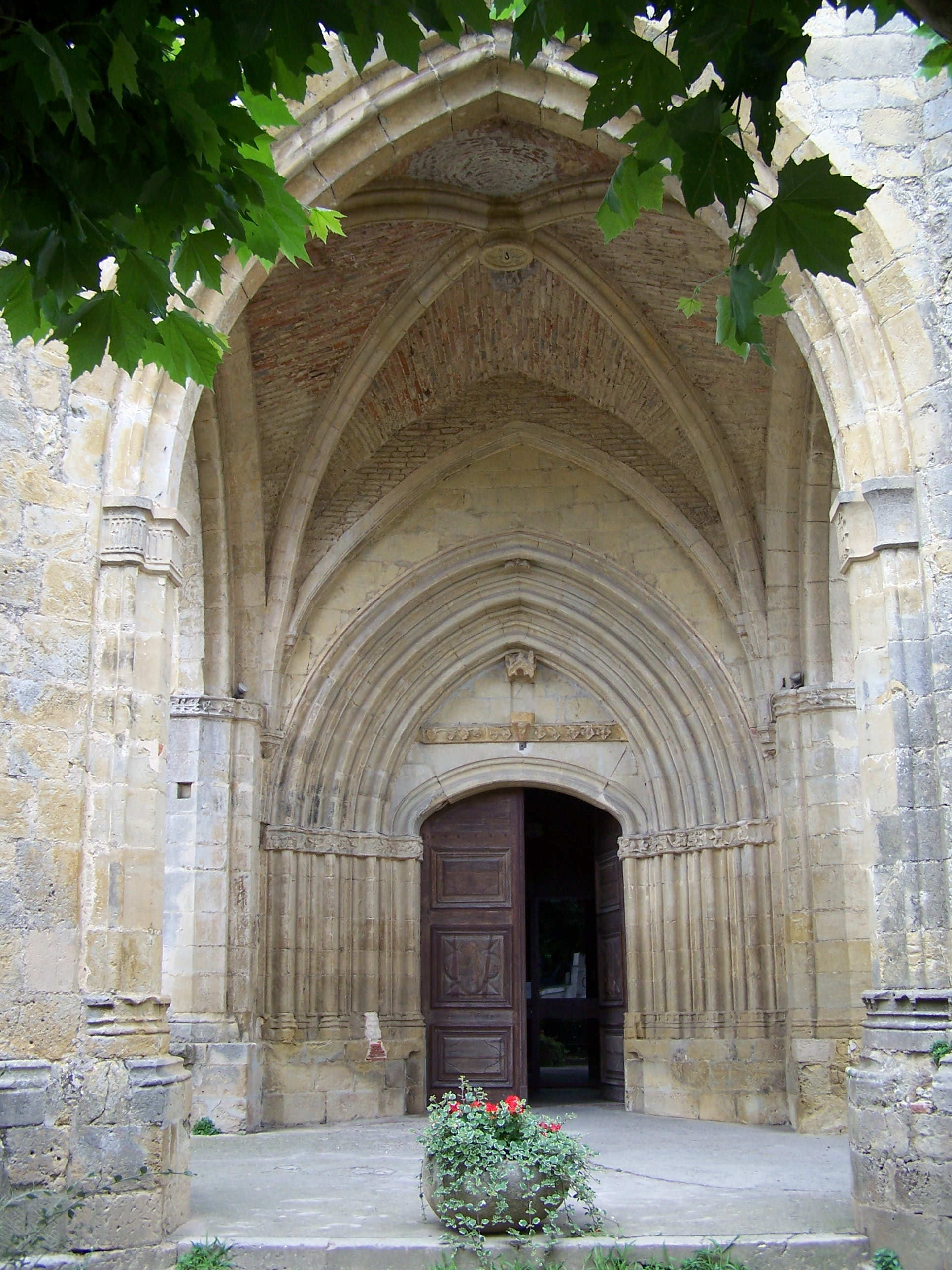
サン・ジャン・バティスト教会の西側入口

Geauneという名前は、イタリアのジェノヴァ（ラテン語ではGenua）に由来している。プランタジネット家が所有していたジョーヌのバスティッド（fr）は1318年に執事長アントニオ・ディ・ペサーニョによって建てられた。ガスコーニュ語の名称は音位転換されてGenuaからGèuna（ジェーウヌ）となっている。

## 人口統計
| 1962年 | 1968年 | 1975年 | 1982年 | 1990年 | 1999年 | 2007年 |
| ------ | ------ | ------ | ------ | ------ | ------ | ------ |
| 547    | 599    | 655    | 697    | 723    | 660    | 728    |

参照元:Insee 

## 史跡
- サン・ジャン・バティスト教会 - 15世紀のラングドック・ゴシック様式[4]

## 姉妹都市
- ヴィラージュ・ヌフ、フランス[5]
- アブリタス、スペイン